# Hors du temps (film)
Pour les articles homonymes, voir Hors du temps.
Pour plus de détails, voir Fiche technique et Distribution.
Hors du temps ou Le temps n'est rien au Québec (The Time Traveler’s Wife) est l’adaptation cinématographique du roman Le temps n'est rien d’Audrey Niffenegger, réalisée par Robert Schwentke, sorti en 2009.

## Synopsis
Henry (Eric Bana) et Clare (Rachel McAdams) entament une relation amoureuse, perturbée par les capacités du premier qui possède des gènes lui permettant de voyager dans le temps. 
Toutefois, Henry n'a aucun contrôle sur ce pouvoir et est ainsi propulsé dans le passé comme dans le futur pour quelques minutes ou plusieurs jours. Il rencontre à plusieurs reprises sa future femme encore enfant, et s’observe lui-même à plusieurs étapes de sa vie.

## Fiche technique
- Titre original : The Time Traveler’s Wife
- Titre français : Hors du temps
- Titre québécois : Le temps n'est rien
- Réalisation : Robert Schwentke
- Scénario : Jeremy Leven et Bruce Joel Rubin, d’après le roman d’Audrey Niffenegger
- Costumes : Julie Weiss
- Chef opérateur : Florian Ballhaus
- Montage : Thom Noble
- Musique : Mychael Danna
- Production : Brad Pitt, Nick Wechsler et Dede Gardner
- Sociétés de production : New Line Cinema, Plan B Entertainment
- Sociétés de distribution : New Line Cinema (USA) ; Metropolitan Filmexport (France)
- Budget : 39 millions de dollars US
- Box-office  États-Unis : 63 414 846 dollars[1]
- Box-office  France : 34 577 entrées[2]
- Box-office  Mondial : 101 229 792 dollars[1]
- Pays de production :  États-Unis
- Langue originale : anglais
- Durée : 108 minutes
- Dates de sortie :
  - États-Unis : 14 août 2009
  - France : 25 novembre 2009

## Distribution
- Rachel McAdams (VF : Alexandra Garijo ; VQ : Geneviève Désilets) : Clare Abshire
- Eric Bana (VF : Pierre-Arnaud Juin ; VQ : Jean-François Beaupré) : Henry DeTamble
- Ron Livingston (VF : Guillaume Lebon ; VQ : Pierre Auger) : Gomez
- Stephen Tobolowsky (VF : Bernard Alane ; VQ : Carl Béchard) : Dr David Kendrick
- Jane McLean (de) : Charisse
- Arliss Howard : Richard DeTamble, le père d’Henry
- Brooklynn Proulx (VF : Clara Quilichini) : Clare Abshire jeune
- Alex Ferris : Henry DeTamble jeune
- Hailey McCann (en) (VF : Rebecca Benhamour ; VQ : Léa Roy) : Alba DeTamble entre 9 et 10 ans
- Tatum McCann (de) : Alba DeTamble entre 4 et 5 ans
- Michelle Nolden (VF : Danièle Douet) : Annette DeTamble, la mère d’Henry
- Maggie Castle : Alicia Abshire, la sœur cadette de Clare
- Fiona Reid (en) : Lucille Abshire, la mère de Clare
- Philip Craig (arz) : Philip Abshire, le père de Clare
- Brian Bisson : Mark Abshire, le frère de Clare

 Source et légende : version française (VF) sur RS Doublage et sur VoxoFilm ; Version québécoise (VQ)[réf. nécessaire]

Photos des acteurs principaux
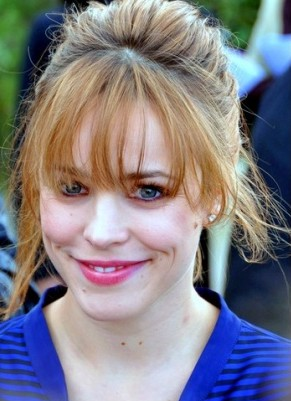
Rachel McAdams dans le rôle de Clare Abshire.
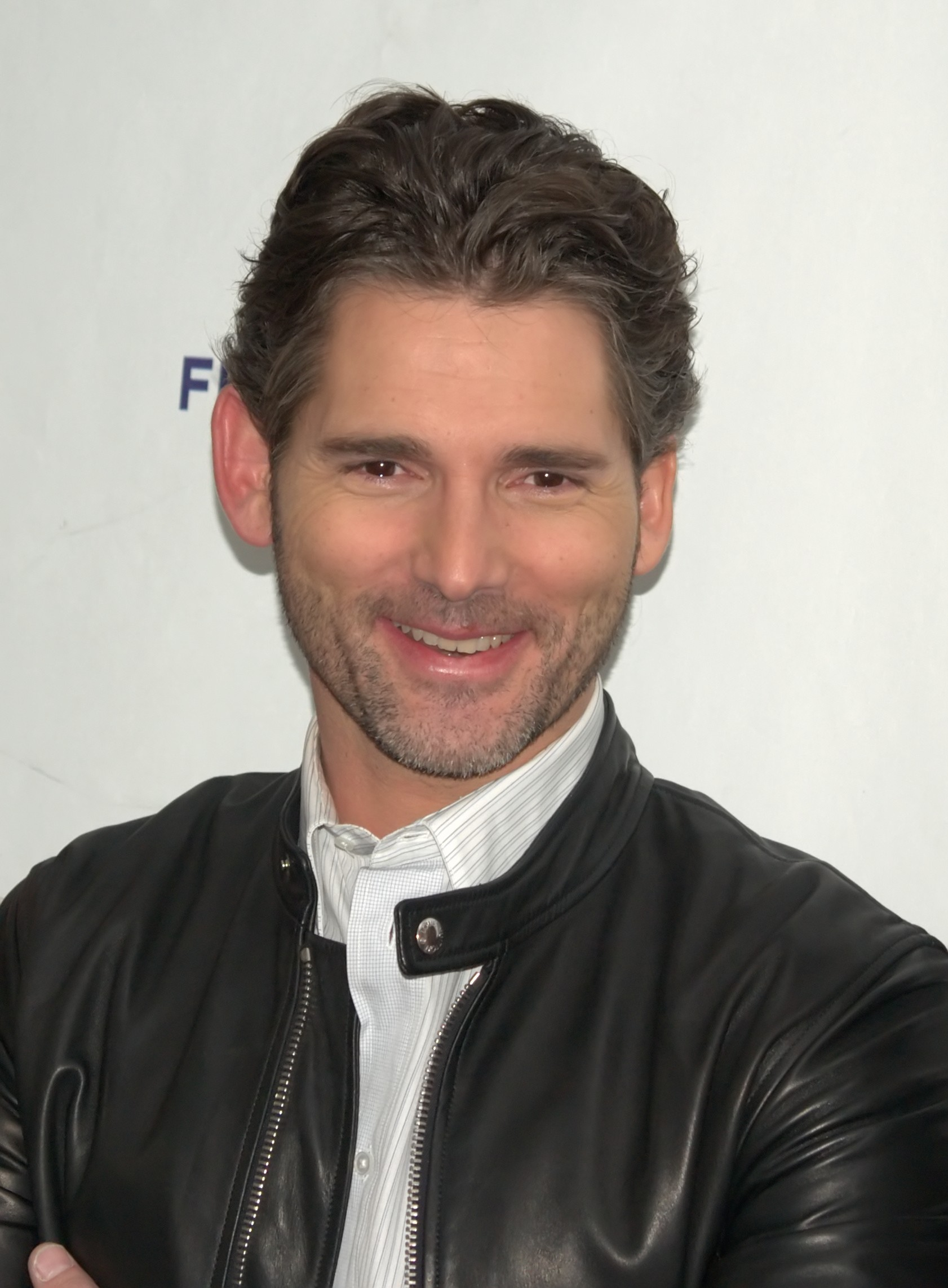
Eric Bana dans le rôle d'Henry DeTamble.
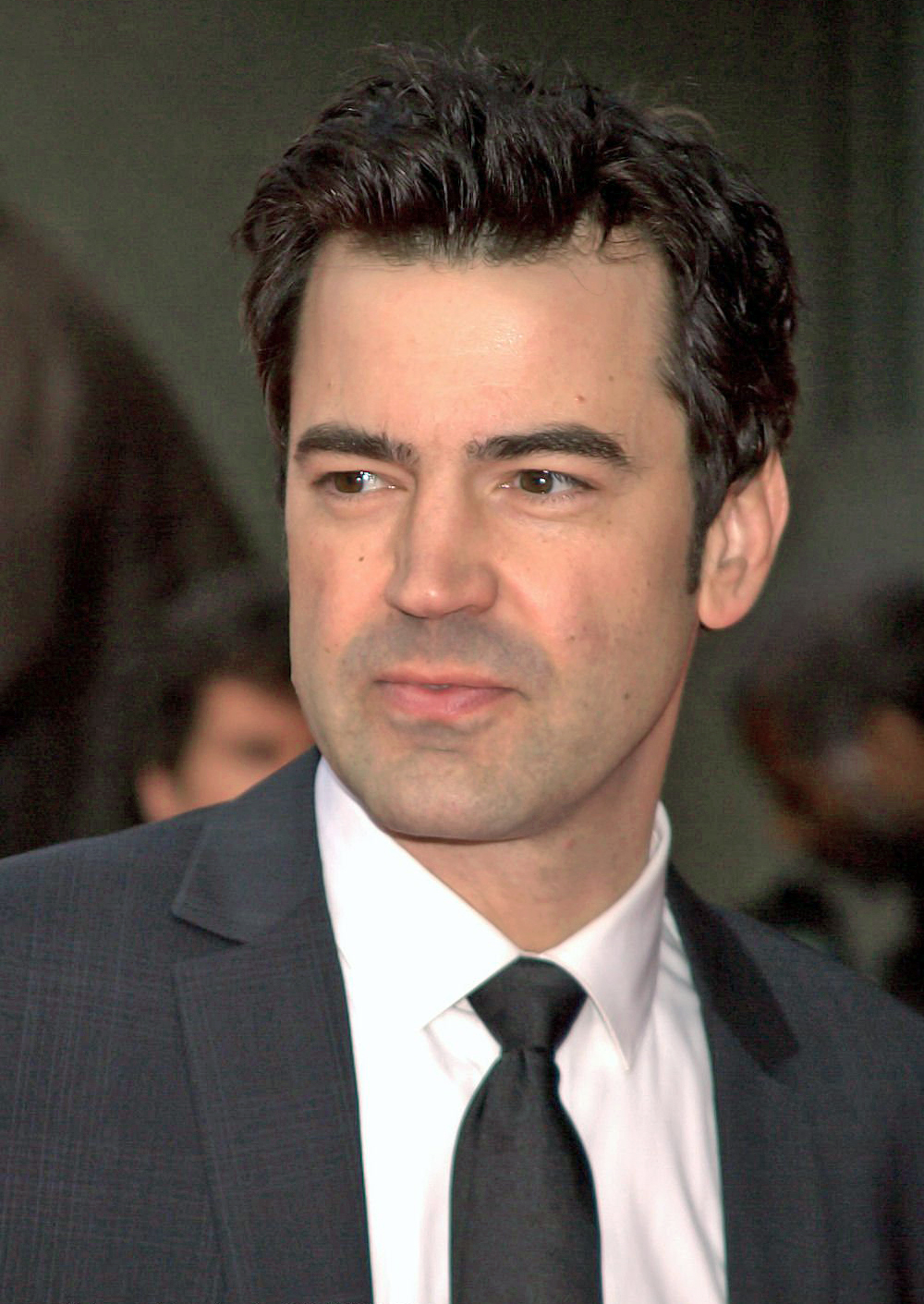
Ron Livingston dans le rôle de Gomez.
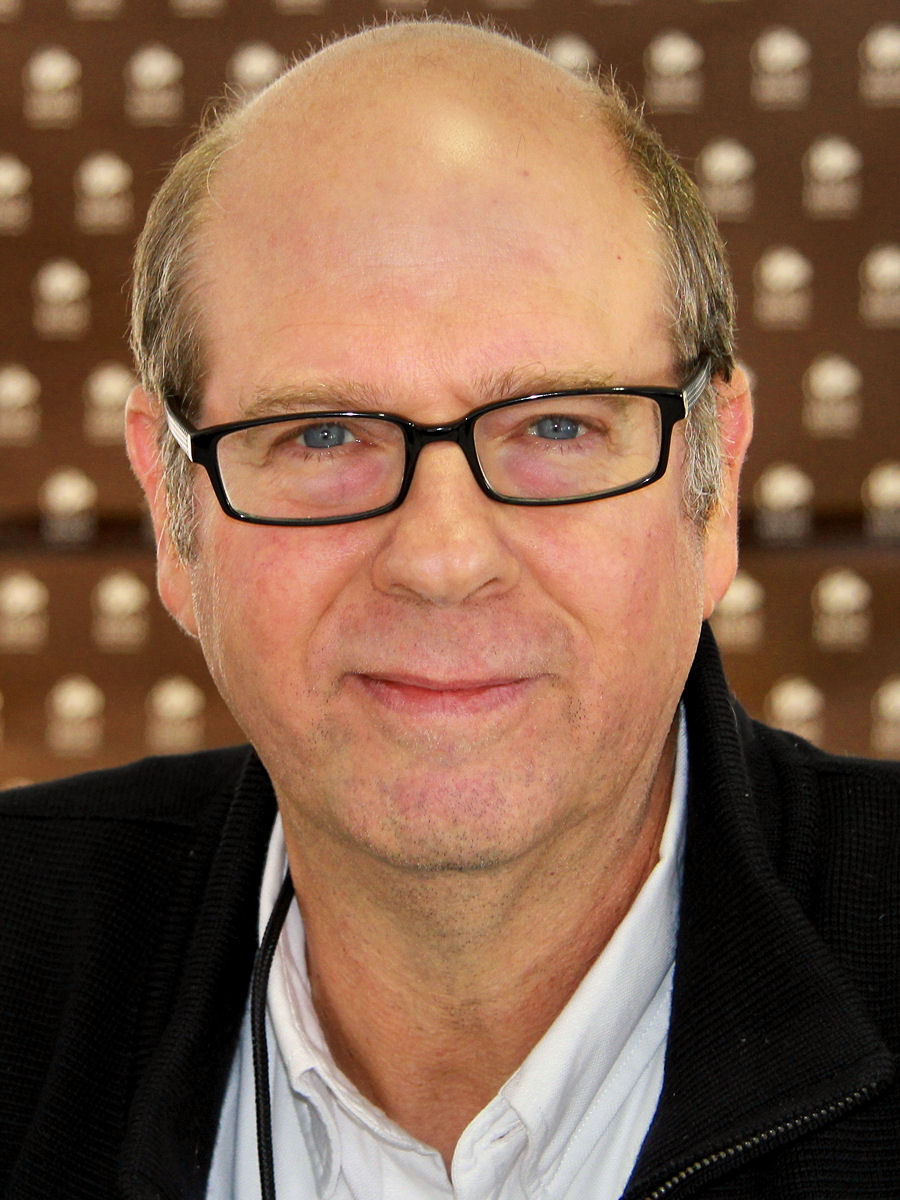
Stephen Tobolowsky dans le rôle du Dr David Kendrick.

## Production

### Tournage
Le film a été tourné du 19 septembre 2007 au 27 novembre 2007.

## Autour du film
- Le salaire de Rachel McAdams sur ce film est de 4 millions de dollars[5].
- Steven Spielberg, Gus Van Sant et David Fincher étaient pressentis pour réaliser le film[6].